# Unter Volldampf!
Unter Volldampf! ist eine Koch-Dokumentation, die vom privaten Fernsehsender VOX ausgestrahlt wurde. Produziert wurde die Sendung von der  ITV Studios Germany GmbH (Produzentin Britta Maiwald).

## Hintergrund
Es handelte sich hierbei um eine Adaption des englischen Formates Pressure Cooker. Die fünf Kandidaten bei Unter Volldampf! rekrutierten sich aus ehemaligen Kandidaten des perfekten Dinners und TV-Neulingen. Diese ambitionierten Hobbyköche kochten eine Woche lang bundesweit in einem Gourmet-Restaurant für 20 Personen um den Wochensieg.

## Inhalt
Bei Unter Volldampf! kochten fünf Kandidaten jeden Tag ein Vier-Gänge-Menü für jeweils 20 „echte“ Gäste in einem Restaurant – also, unter Profi-Bedingungen. Die Vier-Gänge-Menüs waren von den Kandidaten selbst kreiert – jeden Abend war ein Kandidat für einen Gang zuständig. Während jeweils vier Kandidaten in der Küche zugegen waren, war, täglich wechselnd, einer für den Service verantwortlich.
Somit kochte jeder Kandidat in der Teilnahmewoche vier Gänge (Vorspeise, Zwischengang, Hauptgericht, Dessert) und war einen Abend lang im Dienst tätig.
Die Gäste bewerteten jeden Gang separat (null bis zehn Punkte), der Service war hierbei außer Konkurrenz; aus den Durchschnittswerten wurde zunächst der jeweilige Tagessieger ermittelt und allabendlich mit einer Flasche Champagner vom Restaurantteam prämiert. Ferner wurde ein Wochenranking erstellt, welches relevant war für den am Ende der Woche ermittelten Hauptgewinner von 3000 Euro in bar. Die Herausforderung für die Kandidaten lag darin vier Tage lang unter professionellen Bedingungen für 20 Gäste möglichst vier perfekte Einzelgänge zu kreieren. Vom Chefkoch und der Restaurantleitung gab es dazu jeden Tag vor Arbeitsbeginn ein persönliches Feedback in der sogenannten „Brandrede“.
Gezeigt wurde zum großen Teil die Arbeit in der Küche; aber zwischendurch wurde auch immer die Reaktion und Bewertung der Gäste für die einzelnen Gänge eingefangen. Und ebenso wie beim perfekten Dinner wurden auch die Meinungen der Kandidaten sowie die der Restaurant-Profis gezeigt.

## Ausstrahlung
Die Sendung lief zunächst ab dem 30. Juli 2007 für eine zweiwöchige Pilotphase im Anschluss an Das perfekte Dinner. Vom 22. Oktober 2007 bis Dezember 2009 wurde die Unter Volldampf! werktags um 19:50 Uhr auf VOX gesendet.

## Promis unter Volldampf!
Ähnlich wie bei Das perfekte Dinner gab es auch bei Unter Volldampf! ein sonntägliches, 120-minütiges Primetime-Format, in dem Prominente kochten und sich den Bewertungen der Gäste stellen. Hierbei galten die gleichen Regeln, jedoch mussten sich die Prominenten erst in der Lehrküche des Koches unter Beweis stellen, ehe sie im Restaurant kochen durften.
1. Ausgabe von Promis unter Volldampf! vom 25. Mai 2008
- Jochen Bendel
- Pierre Geisensetter
- Gundis Zámbó
- Claudia Effenberg

2. Ausgabe von Promis unter Volldampf! vom 1. Juni 2008
- Ralf Richter
- Isabel Varell
- Barbara Eligmann
- Ralph Morgenstern

3. Ausgabe von Promis unter Volldampf! vom 30. November 2008
- Désirée Nick – Gewinnerin
- Ben
- Fiona Erdmann
- Jörg Draeger

4. Ausgabe von Promis unter Volldampf! vom 22. Februar 2009
- Anastasia Zampounidis
- Jochen Senf
- Ruth Moschner
- Rosa von Praunheim

## Statistiken
- Die 350. Sendung wurde am 3. März 2009 ausgestrahlt.
- Der höchste Punktedurchschnitt eines Gerichtes war 10 Punkte, den Melanie mit dem Dessert am 6. Juli 2009 erreicht hatte.
- Der Wochensieg wurde nur einmal ohne einen vorangegangenen Tagessieg geholt.
- Andreas Stenschke hatte 115 Folgen realisiert (2007–2009).